# Ardisia pedalis
Ardisia pedalis E.Walker – gatunek roślin z rodziny pierwiosnkowatych (Primulaceae). Występuje naturalnie w Wietnamie oraz Chinach (w prowincji Kuangsi). 

## Morfologia
PokrójZimozielony krzew dorastający do 0,5 m wysokości, tworzący rozłogi.
LiścieBlaszka liściowa ma eliptyczny lub lancetowaty kształt. Mierzy 8–13 cm długości oraz 3–5,5 cm szerokości, jest niemal całobrzega, ma klinową nasadę i ostry lub spiczasty wierzchołek. Ogonek liściowy jest owłosiony i ma 8–15 mm długości.
KwiatyZebrane w wierzchotkach przypominających baldachy, wyrastają z kątów pędów. Mają działki kielicha o owalnym kształcie i dorastające do 1–2 mm długości. Płatki są owalne i mają czerwoną lub różową barwę oraz 5–6 mm długości.
OwocPestkowce mierzące 8-10 mm średnicy, o kulistym kształcie i czerwonej barwie.

## Biologia i ekologia
Rośnie w lasach oraz na brzegach cieków wodnych i terenach skalistych. Występuje na wysokości do 1000 m n.p.m.